# 마리 마르티노
마리 마르티노(영어: Marie Martinod, 1984년 7월 20일~)는 프랑스의 전직 프리스타일 스키 선수로 주 종목은 하프파이프이다. 2014년 동계 올림픽과 2018년 동계 올림픽에서 여자 하프파이프 은메달을 획득했으며 세계 선수권 대회에서 은메달 1개를 획득했다.